# Jimmy Zakazaka
Jimmy Zakazaka (Blantyre, 27 dicembre 1984) è un calciatore malawiano, attaccante del Bay United e della Nazionale malawiana.